# The Rental
The Rental è un film del 2020 diretto da Dave Franco.
Pellicola horror di produzione statunitense che vede il debutto alla regia di Dave Franco, che ne è anche sceneggiatore con Joe Swanberg.

## Trama
Charlie, la moglie Michelle, il fratello Josh e la sua fidanzata Mina affittano una casa al mare in una zona isolata per un fine settimana. All'arrivo, il gruppo viene accolto da Taylor, il custode, che si comporta in modo strano e assume atteggiamenti ostili nei confronti di Mina. In serata il gruppo beve ed assume MDMA, successivamente Mina e Charlie finiscono per avere un rapporto sessuale nella doccia. La mattina seguente, lottando contro i postumi della sbornia, entrambi concordano di dimenticare l'accaduto.
Poco dopo Mina scopre nel soffione della doccia una videocamera e avverte Charlie; questo la convince a non chiamare la polizia, spiegandole che, qualora il filmato dovesse saltare fuori, Josh e Michelle verrebbero a sapere del loro tradimento.
Quella notte Michelle chiama Taylor per fargli riparare la vasca idromassaggio; l'uomo sopraggiunge ed aggiusta la vasca ma prima che se ne vada Mina lo affronta in privato mostrandogli la telecamera nascosta: Taylor afferma di essere completamente estraneo alla cosa ed allarmato intende chiamare la polizia, al che Mina tenta di placcarlo. Sentendo i rumori nel bagno, Josh sopraggiunge e, credendo che l'uomo stia aggredendo la sua fidanzata, lo picchia violentemente fino a lasciarlo privo di sensi. Mina è costretta a rivelare agli amici della telecamera sotto la doccia, senza però accennare al rapporto avuto con Charlie. Mentre il gruppo decide sul da farsi, un uomo mascherato si introduce in casa e soffoca il custode; quando gli amici ritrovano l'uomo privo di vita, presumono dunque che sia morto a causa delle ferite inflitte da Josh.
Michelle disperata vorrebbe chiamare la polizia ma Charlie intende proteggere il fratello e propone di inscenare un incidente gettando il corpo di Taylor dalla scogliera: Charlie, Mina e Josh si occupano quindi di occultare il cadavere. Michelle, che si è chiamata fuori dall'accaduto e rimasta sola nella residenza, vede il televisore trasmettere il video del rapporto sessuale nella doccia tra il marito e la fidanzata del cognato. Incredula e stordita, prende l'automobile per andarsene, ma finisce fuori strada durante l'attraversata nel bosco; mentre scrive a Charlie per chiedere aiuto, qualcuno l'aggredisce.
Charlie riceve un messaggio dal telefono di Michelle e va a cercarla nel bosco, trovando però il suo cadavere. Subisce poi un'imboscata e viene assassinato da un uomo mascherato. Nel frattempo, Mina e Josh stanno cercando il ricetrasmettitore della telecamera nella doccia per distruggere qualsiasi filmato registrato. Poco dopo, Josh riceve da Charlie il video del suo rapporto sessuale con Mina e, sentendo qualcuno entrare in casa, pensa che sia Charlie e si precipita iracondo ad affrontarlo. In realtà si tratta dell'uomo mascherato, che lo uccide. In preda al panico, Mina fugge inseguita nella foresta, ma a causa della nebbia e del buio precipita dalla scogliera.
L'ignoto uomo mascherato torna in casa per rimuovere tutte le telecamere e le prove dei delitti. Qualche tempo dopo affitta una nuova proprietà e installa anche lì dei dispositivi di sorveglianza. 

## Produzione
Nel marzo del 2019 è stato annunciato che Alison Brie, Dan Stevens, Sheila Vand e Jeremy Allen White si erano uniti al cast del film, con Dave Franco alla regia di una sceneggiatura scritta da lui insieme a Joe Swanberg.  
Le riprese principali si sono svolte dal 22 aprile 2019 fino al 24 maggio dello stesso anno a Bandon e Portland, in Oregon.
Danny Bensi e Saunder Jurriaans hanno composto la colonna sonora del film, distribuito da Lakeshore Records.

## Accoglienza

### Incassi
Il film ha incassato 3,4 milioni di dollari tra botteghino e mercato on demand.

### Critica
Sull'aggregatore Rotten Tomatoes il film riceve il 75% delle recensioni professionali positive con un voto medio di 6,4 su 10 basato su 181 critiche, mentre su Metacritic ottiene un punteggio di 62 su 100 basato su 30 critiche.

## Sequel
In un'intervista Dave Franco ha dichiarato: "C'era fin dal primo momento l'intenzione di lasciare un finale abbastanza ambiguo da poter portare avanti la storia in caso in cui ci fosse stato modo di farlo. Ho un'idea molto solida su cosa fare per il seguito".